# Biia
La Biia (en russe : Бия qui signifie en altaï «homme») est une rivière de Russie, longue de 301 km qui en se combinant avec la Katoun donne naissance au fleuve Ob.

## Géographie
La rivière draine un bassin de 37 000 km2 et a un débit moyen de 485 m3/s. 
La Biia est issue du lac Teletskoïe en République de l'Altaï, au niveau des villages d'Artybach et de Iogatch. En amont du lac Teletskoïe, la rivière porte le nom de Tchoulychman.
Au départ, la Biia coule en direction du nord, puis elle s'oriente vers l'ouest. Le cours supérieur de la rivière se déroule dans une vallée de montagne plutôt étroite, et est ponctué de nombreux rapides ; plus en aval, la vallée de la rivière s'élargit et les caractéristiques de cours d'eau de plaine apparaissent. Peu après la grande ville de Biisk, à Sorokino dans le krai de l'Altaï, la rivière s'unit à la Katoun pour former l'Ob.
La Biia gèle en période hivernale, de la mi-novembre ou du tout début de décembre, jusqu'à la fin du mois d'avril. Elle est navigable depuis sa confluence jusqu'à Biisk, et en période de crue sur 200 kilomètres de plus en direction de l'amont.

## Villes traversées
- Biisk

## Affluents
- Le Tchoulychman (Чулышман) constitue en fait le cours supérieur de la Biia. Son cours est séparé du cours proprement dit de cette dernière par le lac Teletskoïe.
- Le Lebed (Лебедь), affluent très abondant, lui donne ses eaux en rive droite un peu en aval de la localité de Tourochak.
- La Nenia (rive droite) [1]

## Hydrométrie - Les débits à Biïsk
Le débit de la rivière a été observé pendant 54 ans (de 1936 à 1989) à Biïsk, ville située à une vingtaine de kilomètres de son confluent avec la Katoun. 
À Biisk, le débit annuel moyen ou module observé sur cette période était de 485 m3/s pour une surface de drainage de plus ou moins 36 900 km2, soit la quasi-totalité du bassin versant de la rivière qui compte 37 000 km2. La lame d'eau d'écoulement annuel dans le bassin se montait de ce fait à 415 millimètres, ce qui peut être considéré comme assez élevé, et résulte de l'abondance des précipitations dans la partie montagneuse de son bassin.
Le débit moyen mensuel observé en février (minimum d'étiage) est de 62,5 m3/s, soit quelque 5 % du débit moyen du mois d'avril (1 212 m3/s), ce qui montre l'amplitude très importante des variations saisonnières. Sur la durée d'observation de 54 ans, le débit mensuel minimal a été de 31,4 m3/s (en mars 1943), tandis que le débit mensuel maximal s'élevait à 2 620 m3/s (mai 1937).

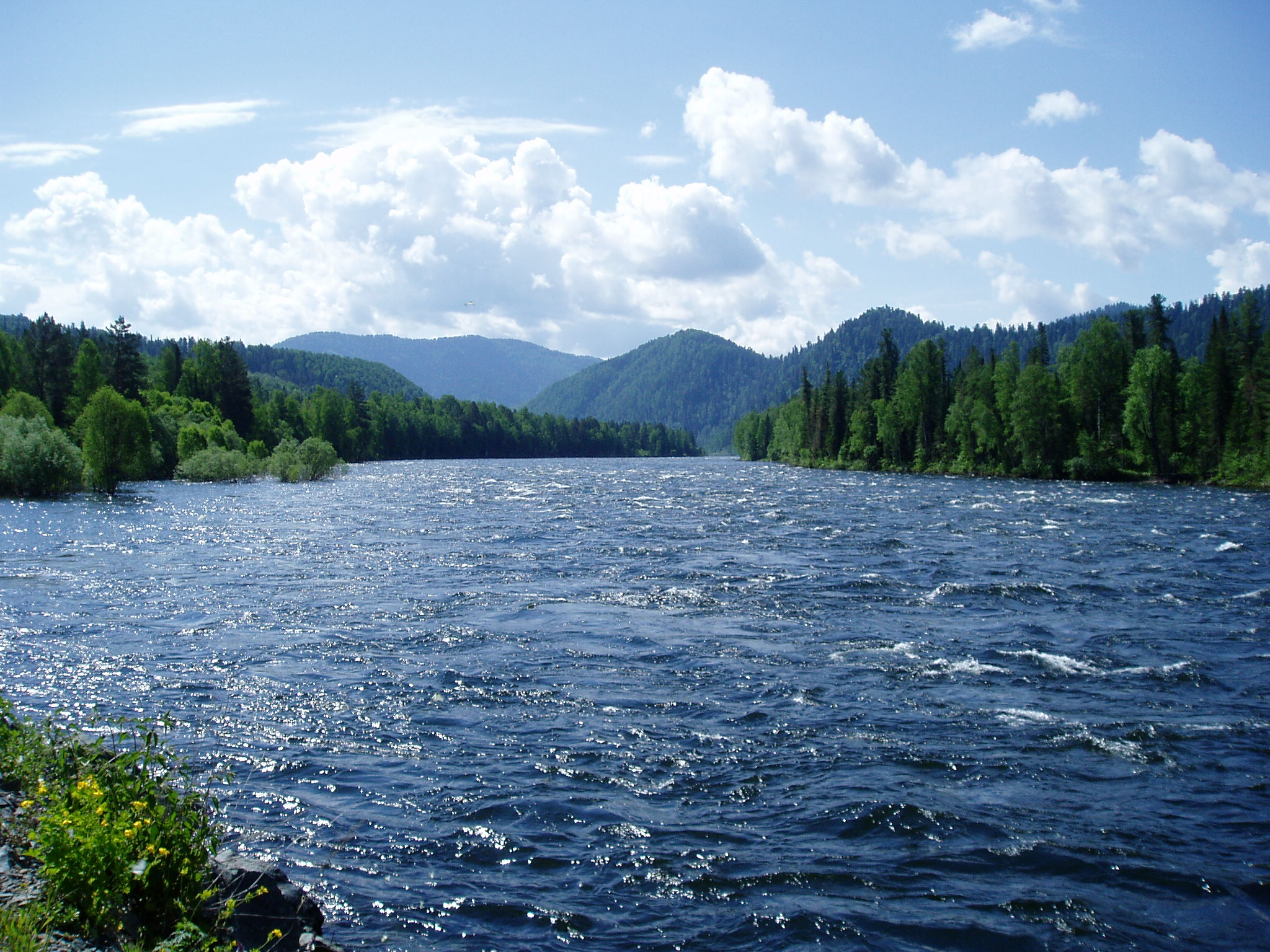
Autre vue du cours supérieur de la Biia